# عید پاک مبارک
عید پاک مبارک (فرانسوی: Joyeuses Pâques‎) یک فیلم کمدی فرانسوی به کارگردانی ژرژ لوتنر محصول سال ۱۹۸۴ میلادی است.

## بازیگران
- ژان-پل بلموندو در نقش استفان مارگل
- سوفی مارسو در نقش جولی
- ماری لافوره در نقش سوفی مارگل
- رزی وارد
- میشل بون در نقش روسو
- ماری-کریستین دکورارد در نقش مل فلوری